# Municipio de Clinton (condado de Texas)
El municipio de Clinton (en inglés: Clinton Township) es un municipio ubicado en el condado de Texas en el estado estadounidense de Misuri. En el año 2010 tenía una población de 1652 habitantes y una densidad poblacional de 9,73 personas por km².

## Geografía
El municipio de Clinton se encuentra ubicado en las coordenadas 37°7′46″N 92°12′17″O / 37.12944, -92.20472. Según la Oficina del Censo de los Estados Unidos, el municipio tiene una superficie total de 169.8 km², de la cual 169,63 km² corresponden a tierra firme y (0,1 %) 0,16 km² es agua.

## Demografía
Según el censo de 2010, había 1652 personas residiendo en el municipio de Clinton. La densidad de población era de 9,73 hab./km². De los 1652 habitantes, el municipio de Clinton estaba compuesto por el 97,82 % blancos, el 0,12 % eran afroamericanos, el 0,79 % eran amerindios, el 0,18 % eran isleños del Pacífico y el 1,09 % eran de una mezcla de razas. Del total de la población el 1,39 % eran hispanos o latinos de cualquier raza.